# IRAF
IRAF (skrót od ang. Image Reduction and Analysis Facility) –
opracowany przez NOAO wielki, wieloplatformowy zestaw oprogramowania służącego do opracowywania obrazów cyfrowych uzyskanych głównie z kamer CCD.
Procedury systemu IRAF (nazywane task) zgrupowane są strukturalnie w tzw. pakiety (package). Użytkownik posiada możliwość rozbudowy pakietów oraz procedur. Wiele ważnych pakietów tworzą osobne grupy programistów (STSDAS, TABLES - STScI).
IRAF jest uruchamiany na komputerze zwykle w oknie graficznym (xgterm - pakiet X11-IRAF) wraz z dostępem do serwera obrazów (image server) - najbardziej popularne to: ds9 (SAO) oraz ximtool (NOAO).